# Glipa hatayamai
Glipa hatayamai es una especie de coleóptero de la familia Mordellidae.

## Distribución geográfica
Habita en las islas Ryukyu, Okinawa y Hijigawa en Japón.